# Австрия на зимних Олимпийских играх 1976
Австрия принимала участие в Зимних Олимпийских играх 1976 года в Инсбруке (Австрия) в одиннадцатый раз за свою историю, и завоевала две серебряные, две золотые и две бронзовые медали. Сборная страны состояла из 77 спортсменов (63 мужчины, 14 женщин).
| Австрия на олимпиаде 1976 года в Инсбруке | Австрия на олимпиаде 1976 года в Инсбруке | Австрия на олимпиаде 1976 года в Инсбруке | Австрия на олимпиаде 1976 года в Инсбруке | Австрия на олимпиаде 1976 года в Инсбруке |
| Медали                                    | Спортсмены                                | Вид спорта                                | Дисциплина                                |                                           |
| ----------------------------------------- | ----------------------------------------- | ----------------------------------------- | ----------------------------------------- | ----------------------------------------- |
| Золото                                    | Франц Кламмер                             | Горнолыжный спорт                         | Скоростной спуск, мужчины                 |                                           |
| Золото                                    | Карл Шнабль                               | Прыжки на лыжах с трамплина               | мужчины                                   |                                           |
| Серебро                                   | Тони Иннауэр                              | Прыжки на лыжах с трамплина               | мужчины                                   |                                           |
| Серебро                                   | Бригитте Точниг                           | Горнолыжный спорт                         | Скоростной спуск, женщины                 |                                           |
| Бронза                                    | Карл Шнабль                               | Прыжки на лыжах с трамплина               | мужчины                                   |                                           |
| Бронза                                    | Рудольф Шмид Франц Шахнер                 | Санный спорт                              | мужчины                                   |                                           |

## Состав и результаты олимпийской сборной Австрии

### Бобслей
Спортсменов — 10
Мужчины
| Соревнование | Спортсмены                                                       | 1 заезд   | 1 заезд | 2 заезд   | 2 заезд | 3 заезд   | 3 заезд | 4 заезд   | 4 заезд | Итоговый результат | Итоговое место |
| Соревнование | Спортсмены                                                       | Результат | Место   | Результат | Место   | Результат | Место   | Результат | Место   | Итоговый результат | Итоговое место |
| ------------ | ---------------------------------------------------------------- | --------- | ------- | --------- | ------- | --------- | ------- | --------- | ------- | ------------------ | -------------- |
| Двойки       | Фриц Шперлинг Андреас Шваб                                       | 56,06     | 1       | 56,19     | 2       | 56,73     | 6       | 56,76     | 7       | 3:45,74            | 4              |
| Двойки       | Дитер делле Карт Франц Кёфель                                    | 56,56     | 6       | 56,76     | 7       | 56,47     | 4       | 56,62     | 5       | 3:46,37            | 6              |
| Четвёрки     | Дитер делле Карт Андреас Шваб Хайнц Кренн Отто Брег Франц Кёфель | 54,66     | 2       | 55,80     | 10      | 56,10     | 7       | 56,65     | 6       | 3:43,21            | 6              |
| Четвёрки     | Фриц Шперлинг Курт Оберхёллер Герд Цаунширм Дитер Гемахер        | 55,51     | 8       | 55,62     | 8       | 56,05     | 6       | 56,61     | 5       | 3:43,79            | 7              |